# Virginio De Paoli
Virginio De Paoli (ur. 13 lutego 1939 w Viareggio, zm. 24 sierpnia 2009) – włoski piłkarz, grający na pozycji napastnika, trener piłkarski.

## Kariera piłkarska

### Kariera klubowa
Wychowanek klubu Milan. Od 1957 grał na zasadach wypożyczenia w Novese i Varese. W 1959 został piłkarzem Pisy. W sezonie 1960/61 występował w Venezii. Potem przeszedł do Brescii. W latach 1966–1968 bronił barw Juventusu, z którym zdobył mistrzostwo Włoch. Potem wrócił do Brescii, w którym zakończył karierę piłkarską w roku 1972.

### Kariera reprezentacyjna
18 czerwca 1966 roku debiutował w narodowej reprezentacji Włoch w meczu przeciwko Austrii (1:0). Łącznie strzelił 1 gola w 3 meczach międzynarodowych.

## Kariera trenerska
W 1974 roku rozpoczął pracę trenerską w klubie Tharros, grającym w Serie D. W 1977 prowadził czwartoligowy Frosinone.

## Sukcesy i odznaczenia

### Sukcesy klubowe
Venezia
- mistrz Serie B: 1960/61

Brescia
- mistrz Serie B: 1964/65

Juventus
- mistrz Włoch: 1966/67

### Sukcesy indywidualne
- król strzelców Serie B: 1964/65 (20 goli), 1968/69 (18 goli)